# Cítricos Valencianos
Les Agrumes de Valence, Cítricos Valencianos ou Cítrics Valencians en catalan est une IGP d'agrumes de la Communauté valencienne, provinces de Castellón, Valence et Alicante.

## Histoire
L'IGP a été enregistrée le 20 mai 2003 (publication le 28 aout 2002). Elle est administrée par un Conseil régulateur (Consejo Regulador) qui certifie les agrumes en termes de garantie d'origine et de qualité et assure la promotion des agrumes valenciens. Une importante mise à jour a été publiée en 2013. Le Conseil publie des mémoires annuels (Memoria anual del Consejo Regulador de la Indicación Geográfica Protegida Cítricos Valencianos).

## L'IGP
L'IGP est complétée par les marques Valencia Orange et Valencia Clémentine qui assurent un niveau de qualité supérieur dans le cadre de l'IGP .

### Délimitation
La zone de production est une bande littorale qui englobe une série de communes des provinces de Castellón, de Valencia et d’Alicante et représente 183 000 ha. Le dossier d'approbation indique l'ancienneté de la culture locale des «oranges, citrons, cédrats et autres fruits innombrables» attestée au XIVe siècle, les plantations commerciales datent du XVIIIe siècle. Le climat du littoral méditerranéen présente une amplitude thermique jour/nuit favorable à la coloration des fruits, des hivers doux et des étés supportables qui donnent des fruits au gout prononcé.

### Variétés admises
Par ordre d'admission:

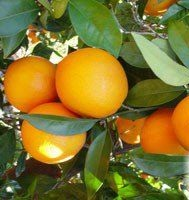
Navelina l'orange la plus produite dans le cadre de l'IGP.

- Satsuma: Clausellina, Okitsu, Owari, Iwasaki
- Clémentines: Arrufatina, Clementard, Clementina, Fina, Clemenules, Esbal, Hernandina, Marisol, Orogrande, Oronules, Oroval, Tomatera, Beatriz, Capola (Mioro), Clemenpons, Clemenrubí, Loretina, Nour,
- Hybrides: Ellendale, Fortune, Kara, Nova, Ortanique, Moncada
- Oranges Navel: Lane Late, Navelate, Navelina, Newhall, Washington Navel, Barnfield Late, Caracara, Chislett Summer, Fukumoto, Powell Summer et Rohde Summer;
- Oranges blondes: Salustiana, Valencia Late, Valencia Delta Seedless, Valencia Midknight et Barberina,
- Oranges sanguines: Sanguinelli.
- Citrons: Fino, Verna, Eureka.

### Tourisme
Le Muséeo Archivo de la Naranja (Musée de l'Orange) à Burriana (Castellón) rassemble 6 000 documents et une collection de 5 000 marques d'oranges, de 1 000 photographies et de nombreux papiers de soie.

### Production
En 2021 elle est de  21 055 t, sur 19 110 ha, exploités par 4 000 agriculteurs . En 2016, les oranges représentent une forte proportion de la production 'Navelina', 'Lane Late' et 'Valencia Late' représentaient 3 600 t sur une production totale de 8 500 t. La clémentine 'Cléménules' est la troisième superficie plantées devant le citron Fino. Une majorité des nombreuses variétés admises occupent des surfaces cultivées très faibles.
Le changement climatique complique la tache des agriculteurs, l'alternance de sécheresse et de fortes précipitations fait éclater les fruits, la production est en baisse et l'équilibre économique fragile.